# Zivka Park
Zivka Park (ur. 22 stycznia 1985 w Aubervilliers) – francuska polityk reprezentująca partię La République En Marche! W wyborach parlamentarnych w czerwcu 2017 r. została wybrana do francuskiego Zgromadzenia Narodowego, w którym reprezentuje departament Doliny Oise.